# 한국수입업협회
한국수입협회(韓國輸入協會)는 우량거래선 알선, 무역상담 등 무역진흥활동을 수행하는 사단법인이다. 서울특별시 서초구 방배로 169 수입협회 빌딩에 위치해 있다.

## 조직

### 한국수입협회장
- 고문
- 증경회장단회
- 장기발전위원회
- 자문단회
- 운영위원회
- 이사회
- 감사

#### 부회장
- CEO아카데미
- 연수원
- 전산원
- 건설본부
- 수입연구소
- 분과위원회연합
- 외국인투자유치센터
- 신기술지원센터
- 분과위원회
- 규정관리위원회
- 남북교역추진위원회
- 민간통상추진위원회
- 한-대만민간무역촉직위원회
- 한-베트남무역협력위원회
- 회원관리및윤리위원회
- 정보통신위원회
- 홍보및대외협력위원회
- 문화예술위원회
- 수입상사중재위원회
- 수입상품상설전시장건립추진위원회
- 여성CEO위원회
- 재정혁신위원회
- 회원증강위원회
- 보안및감사위원회
- 회원지원실
- 국제협력실
- 특수사업실